# グルバンテュンギュト砂漠
グルバンテュンギュト砂漠（グルバンテュンギュトさばく、カザフ語: Құрбантұңғыт шөлі、古爾班通古特沙漠）は、中華人民共和国新疆ウイグル自治区の北部大部分を占める砂漠である。また、恐らくモンゴル語からの名称「Dzoosotoyn Elisen Desert」で呼ばれることもある。
この砂漠は海から陸地の最も離れた場所にある。正確にはこの地点（北緯46度16.8分 東経86度40.2分 / 北緯46.2800度 東経86.6700度）である。イギリスの探検家ニコラス・クレーンとリチャード・クレーンによって、1986年6月27日に特定され、彼らはそこへ到達した。場所は「Dzoosotoyn Elisen Desert」であると説明されて、この位置は最も近い海岸線から2,600キロメートル（1,600マイル）を超えている。
この砂漠の面積は約50,000平方キロメートル（19,000平方マイル）で、海抜約300〜600メートルにある。中国および新疆自治区で、タリム盆地にあるタクラマカン砂漠に次ぐ、2番目に大きな砂漠である。シルクロードの天山北路は、この砂漠の南側を通過している。

## 地理
グルバンテュンギュト砂漠は、天山山脈によって、イリ川流域、トルファン盆地、新疆南部のタリム盆地から隔てられている。砂漠の南にある人口の多い地域は蘭新線に沿っていて（最大都市はウルムチ）、天山山脈の氷河からの川から水を供給されている。21世紀の最初の10年間に建設されたイルティシュ・カラマイ運河は砂漠の北西端を囲んでいて、 イルティシュ・ウルムチ運河は砂漠の中心部を南へ横切っている。
グルバンテュンギュト砂漠の西部には、いくつかの塩湖がある。これには、過去にはマナス川から供給されていたマナス湖（北緯45度48分00秒 東経85度56分00秒 / 北緯45.80000度 東経85.93333度）が含まれるが、現在はほとんど干上がっている。アイリク湖（北緯45度56分00秒 東経85度47分00秒 / 北緯45.93333度 東経85.78333度）は白楊川（Baiyang River）から水を受け取るが、イルティシュ・カラマイ運河からも水の補充がある。
中国国道216号線が砂漠を南北方向に横断し、アルタイ地区からウルムチ市に向かう。中国国道217号線と奎阿線は、西と北西からこの砂漠を囲んでいる。烏準線（ウルムチ・ジュンガル鉄道）は、砂漠の南東の地点に到達している。この地点を地元民がは将軍ゴビ（将军戈壁＝将軍の砂漠）と呼んでいる。
この地域の気候は温帯だが、大陸性である。砂漠の生態環境は非常に壊れやすく、自然環境に対する人間の活動（砂漠を横断する高速道路の建設を含む）の影響がますます大きくなってきている。